# Zeitschrift für Sport und Recht
Die Zeitschrift für Sport und Recht (abgekürzt: SpuRt) ist eine juristische Fachzeitschrift, in der Aufsätze, Rechtsprechung, Berichte und Dokumentationen zum Sportrecht veröffentlicht werden. Das Sportrecht ist eine juristische Querschnittsmaterie, deren Spannweite von der Zeitschrift reflektiert wird. Sie umfasst das nationale und internationale Vereins-, Verbands- und Gesellschaftsrecht (Sportorganisationsrecht), das Recht der Sportausübung (Status und Berufsrecht der Sportlerinnen und Sportler, Regelwerke, Dopingkontrolle, Spielervermittlung, Haftungsfragen, Veranstaltungsrecht), das Sportstrafrecht, Sportgerichtsbarkeit und Schiedsgerichtsbarkeit, Sportförderung und Sponsoring, das Recht der sportbezogenen Infrastruktur (Planung und Betrieb von Sportanlagen) sowie die Verwertung sportlicher Leistungen im weitesten Sinn (Medienrecht, Markenrecht, Kartellrecht, Sportler-Persönlichkeitsrechte etc.).
Herausgeber der Zeitschrift sind Jörg Englisch, Philipp S. Fischinger, Matthias Jahn, Heiner Kahlert, Christian Krähe, Stephan Netzle, Jan F. Orth, Annett Rombach, Alexander Scheuch, Björn Schiffbauer, Martin Schimke, Udo Steiner, Martin Stopper, Rudolf Streinz, Thomas Summerer, Klaus Vieweg, Wolf-Dietrich Walker und Thomas Weikert. Redakteur ist Jan F. Orth.
Laut Impressum wird die Zeitschrift herausgegeben in Verbindung mit der Deutschen Vereinigung für Sportrecht e.V. und der International Sports Lawyers‘ Association (ISLA). Mitbegründet wurde die Zeitschrift von Erika Scheffen (1921–2008), Hans Kauffmann (1929–1996), Peter Tettinger (1947–2005), Bernhard Pfister (1934–2019) und Jochen Fritzweiler (1940–2023).
Die 1994 gegründete Zeitschrift erscheint sechsmal jährlich im Verlag C. H. Beck. Der Vertrieb in der Schweiz liegt beim Helbing Lichtenhahn Verlag, derjenige in Österreich bei LexisNexis. Die Jahrgänge ab 2004 sind digital im Rahmen des kostenpflichtigen Angebots Beck-Online zugänglich.